# 元大都城垣遗址公园
元大都城垣遗址公园，位于北京市海淀区及朝阳区，是依元大都城垣遗址而兴建的公园。高十多米的城墙遗迹保存至今，北京当地俗称“土城”。

## 简介

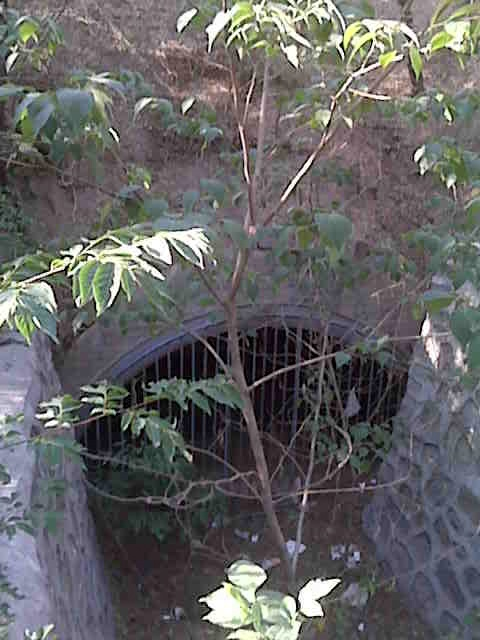
元大都北城垣水关遗址，位于海淀段的“水关新意”景区

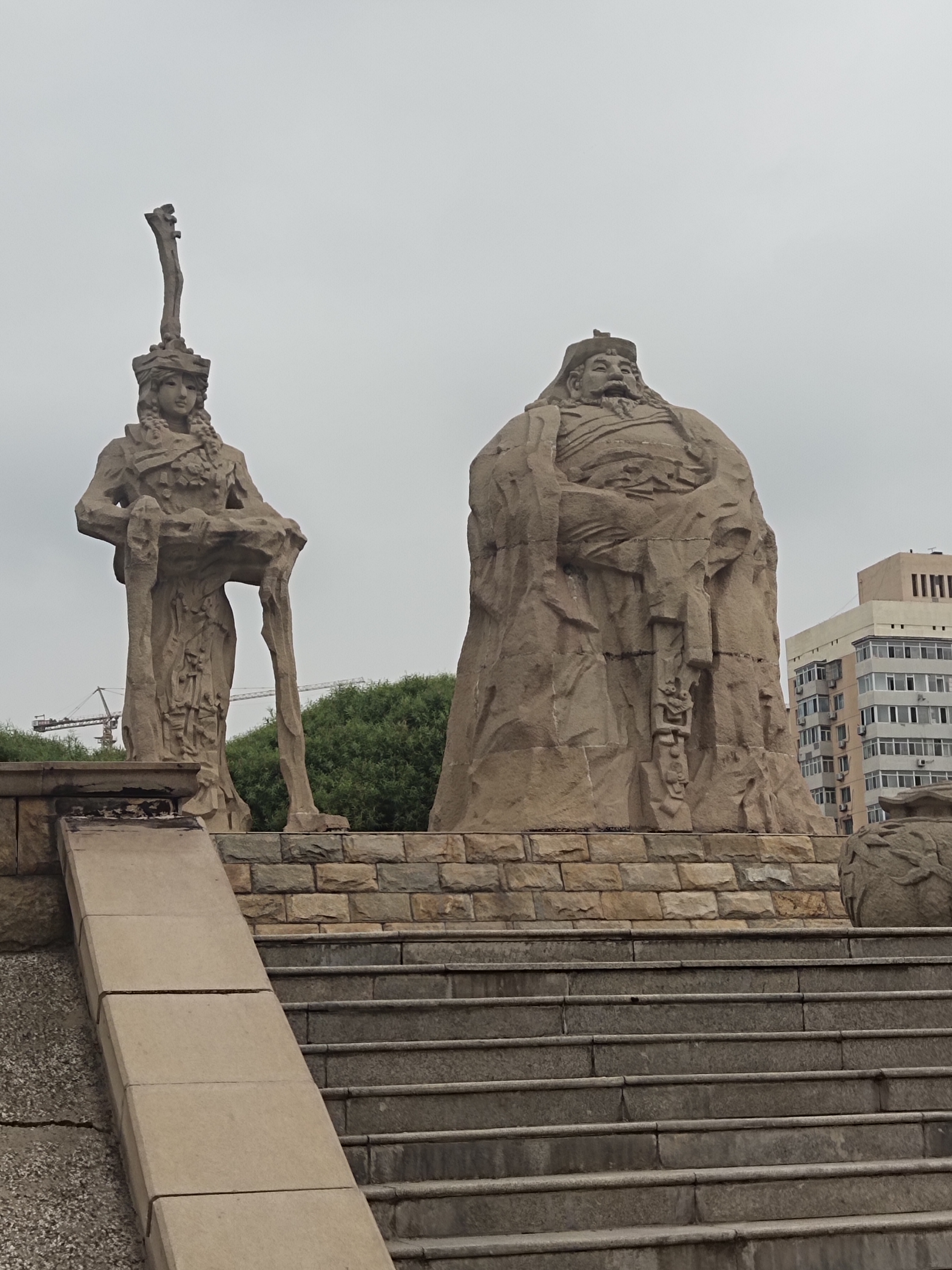
元大都城垣遗址公园忽必烈雕像

元大都作为元代的京城始建于1267年，于1276年建成。元大都城最北部在明朝初年北城墙南移时，被隔在城外，于1957年被北京市人民政府列为北京市文物保护单位。为了保护元大都城垣遗址，1974年9月25日朝阳区成立土城绿化队。1988年3月10日，北京市人民政府正式批准建园，命名为“元大都城垣遗址公园”。
“土城”原来存有东、西、北三面，分别称“东土城”、“西土城”、“北土城”。中华人民共和国时期，东土城被破坏，仅剩下西土城和北土城。
元大都城垣遗址公园分布在海淀区及朝阳区，所以分为海淀段、朝阳段，分别由海淀区及朝阳区管理。海淀段包括西土城及北土城的西段；朝阳段包括北土城的中段及东段。
- 海淀段：海淀段平面呈“⌈”形。自西土城路南端起始，向北沿西土城路延伸至学院路南口，随后折向东，延伸至京藏高速公路。海淀段在西土城路位于分为东、西两条平行道路的西土城路中间；自学院路南口折向东之后，北至北土城西路，南至健安西路。海淀段全长4.2公里，总占地面积18万平方米。海淀段分为十个景区：“城垣怀古、蓟门烟树、铁骑雄风、蓟草芬菲、银波得月、紫薇入画、大都建典、水关新意、鞍缰盛世、燕云牧歌。”其中，蓟门烟树是燕京八景之一，蓟门烟树碑就在这个景区。[2]
- 朝阳段：朝阳段平面呈“一”字形，位于北京中轴路东西两侧、国家奥林匹克体育中心、中华民族园以南，西起京藏高速公路，东到太阳宫乡的京承高速公路芍药居桥西南角，北邻北土城西路、北土城东路，南邻健安西路、健安东路。朝阳段全长4.8公里，宽130米至160米，总占地面积67公顷。朝阳段被六条城市道路分成七个地块，成为七大景区：“双都巡幸、四海宾朋、海棠花溪、安定生辉、大都鼎盛、水街华灯、龙泽鱼跃。”[1]

小月河是贯穿元大都城垣遗址公园的一条河流。朝阳段以小月河为中心，分成小月河南岸土城遗址保护区、小月河北岸绿化景点建设区。
2003年，为保护元大都城垣遗址，配合2008年北京奥运会景观建设，经北京市、朝阳区领导指示，朝阳区园林绿化局对元大都城垣遗址公园朝阳段进行整体改造。改造之后，元大都城垣遗址公园成为北京市“最大的城市带状公园、最大的室外组雕、最大的人工湿地、最先完成北京市应急避难场所建设的试点公园”，北京市也因此而成为中华人民共和国首个建设应急避难场所并挂“应急避难场所”标志牌的城市。
2003年，原来天仙护国佑圣延寿宫的明朝天启三年（癸亥年，1623年）立的《增修敕赐天仙护国佑圣延寿宫碑记》、《增修延寿宫记》迁至元大都城垣遗址公园朝阳段内存放，立在公园内小月河最东端以南的地方。
2003年左右，金布、宋郭托诰封碑从大屯乡白庙村东南铁路附近迁至元大都城垣遗址公园朝阳段内存放，立在安定路和北土城东路交叉处西侧，属亚运村街道。两碑是清朝康熙年间光禄大夫金布的诰封碑以及其父宋郭托的诰封碑，两碑都立于康熙二十四年三月二十四日。两碑螭首龟趺，碑额均有汉字篆书“诰封”二字。
北京地铁10号线西土城站至惠新西街南口站各站均可到达元大都遗址公园。

## 蓟门烟树碑
蓟门烟树碑位于该公园西段最南端。该碑立于清朝乾隆十五年（1750年），是乾隆帝题写的“燕京八景”御制碑之一。
该碑坐北朝南，质地为汉白玉，长方形，高3米，宽0.8米，厚0.25米。碑座为须弥座，饰以莲花浮云。碑阳是乾隆帝御书：“蓟门烟树”，碑阴书律诗：“十里轻杨烟蔼浮，蓟门指点认荒邱。青帘贳酒今何少？黄土埋人即渐稠。牵客未能留远别，听鹂谁解作清游。梵钟欲醒红尘梦，断续常飘云外楼。”字迹现已漫漶不清。
“蓟门烟树”是燕京八景之一。春秋战国时起的燕国，以蓟城作为国都。元明时期，将健德门当作蓟门的旧址。传说门外有二土阜，“树木蓊然，苍苍蔚蔚，晴烟拂空，四时不改”。元朝称此景为“蓟门飞雨”，明朝始称“蓟门烟树”。
1981年，“蓟门烟树”碑被海淀区人民政府公布为海淀区重点文物保护单位。